# Alamani
Alamani nebo také Alemani (latinsky Alamanni nebo Alemanni) byli původně svaz západogermánských kmenů sídlící na horním toku Mohanu na území dnešního Německa. Původ tohoto svazu a jeho vztahy s ostatními germánskými kmeny je nejasný. Po dobu existence římské říše byli velmi útoční a snažili se všemožně napadat provincii Horní Germánii. Do jisté míry následovali Franky, kteří byli prvním germánským kmenovým svazem, jenž zastavil pronikání Římanů na sever od dolního Rýna a následně napadl zmiňovanou provincii.
Během 1. století se Rýn stal hranicí mezi římskou Galií a svobodnou Germánií. V oblasti kolem něj byli usazeni Germáni, Keltové a lidé smíšeného kelto-germánského původu. Římané zde založili dvě provincie – Germanii Inferior na dolním toku řeky a Germanii Superior na jejím horním toku.
Horní Germánie (Germania Superior) zasahovala i do oblasti mezi horním Rýnem a horním Dunajem (přibližně oblast Černého lesa). Římané tuto oblast nazývali Agri Decumates („desátková pole“), původ tohoto názvu je neznámý. Kolem ní byla vybudována opevněná hranice zvaná Limes Germanicus. Alamanské ozbrojené skupiny pravidelně hranice překračovaly, útočily na provincii Germania Superior a stěhovaly se do oblasti Agri Decumates. V 5. století vytvořili konfederaci, která se usídlila v Alsasku, odkud dále expandovala do oblasti švýcarské náhorní plošiny a dnešního Bavorska a Rakouska. Počátkem 8. století dosáhli alpských údolí.
Podle spisu Historia Augusta byli místní římští spojenci nazýváni Germány. Uzurpátor Proculus získal roku 280 popularitu v Galii svými bojovými úspěchy proti Alamanům. Alamani byli v některých dobách samostatní, ale jindy byli ovládáni Franky. Názvy Německa a německého jazyka ve francouzštině (Allemagne, allemand), portugalštině (Alemanha, alemão) a ve španělštině (Alemania, alemán) jsou odvozeny právě od tohoto germánského národa. Starověcí Peršané a Indové Alemany a oblast dnešního Německa nazývali výrazem Almaan.

## Jazyk

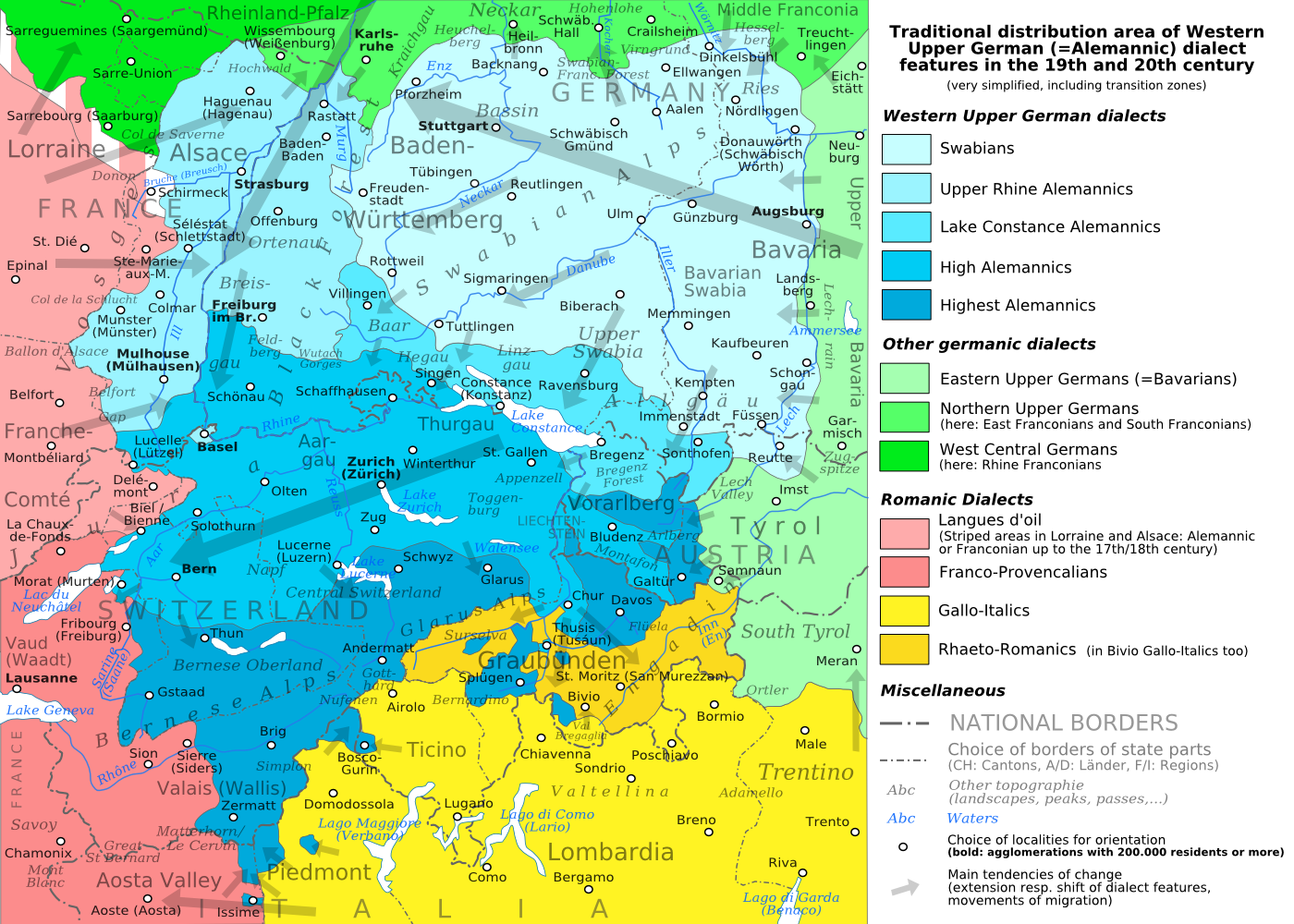
Dnešní rozšíření a rozdělení alemanských dialektů

Dialekt němčiny na bývalém alamanském území se nazývá alemanština a představuje jednu z podskupin hornoněmeckých dialektů. Nejstaršími doklady alemanštiny jsou runové nápisy na sponách. Změna souhlásek, charakteristická pro hornoněmecké dialekty, vznikla kolem 5. století buď v oblasti osídlené Alamany, nebo v oblasti osídlené Langobardy. Do té doby se jazyk Alamanů od jazyků ostatních západogermánských kmenů lišil jen mírně. Dnes alemanština zahrnuje dialekty jižních dvou třetin Bádenska-Württemberska a západní části Bavorska, dále dialekty německy mluvící části Švýcarska, rakouské spolkové země Vorarlbersko a bývalého francouzského regionu Alsasko.

## Název kmene
Podle Asinia Quadrata citovaného v polovině 6. století byzantským historikem Agathiem jejich název znamená „všichni lidé“. Z toho lze usoudit, že představovali seskupení různých kmenů. Edward Gibbon (ve svém šestisvazkovém díle Úpadek a pád římské říše) uvádí názor svého předchůdce Nicolase Fréreta, jenž roku 1753 formuloval názor, že jméno Alamani bylo používáno pro vyloučené členy kmene Svébů.
Tato etymologie je dodnes považována za standard. Mnich z kláštera svatého Galla, Walafrid Strabo, žijící v 9. století zaznamenal, že lidé žijící ve Švýcarsku a okolních regionech sami sebe nazývají Svéby, zatímco okolí je nazývá Alamany. V případě, že tohle platilo v 9. století, není nezbytně nutné, že tomu tak bylo i ve století čtvrtém. V podstatě není známo, kdo a kdy poprvé tento název použil. Je však známo, že byl hodně používán různými historiky a zeměpisci.

## Historie

### První zmínky

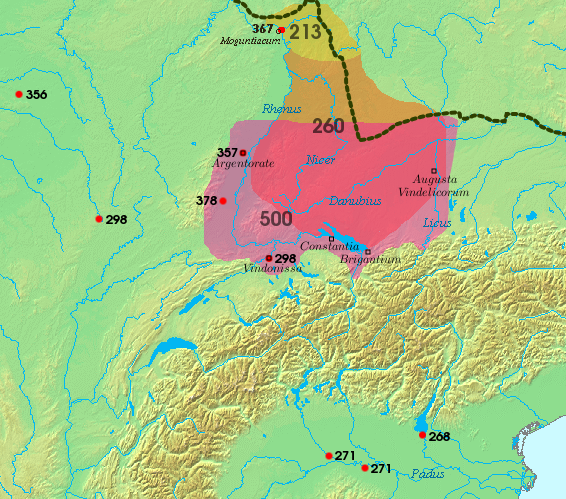
Oblast osídlená Alamany mezi 3. až 6. stoletím s vyzančenými místy jejich bitev

O Alamanech se poprvé zmiňuje Cassius Dio, popisující vojenskou kampaň císaře Caracally (vládl v letech 211–217) v roce 213. V této době Alamani zřejmě obývali oblast kolem řeky Mohan na jih od kmene Chattů. Popisuje je jako oběti věrolomného císaře. Požádali jej o pomoc, ale místo toho jejich oblast kolonizoval římským obyvatelstvem, změnil místní názvy a popravil alamanské válečníky pod záminkou, že se snažili odporovat. Když onemocněl, Alamani prohlásili, že na něj snesli kouzlo. Caracalla se proti tomu údajně snažil bránit vyvolávání duchů svých předků.

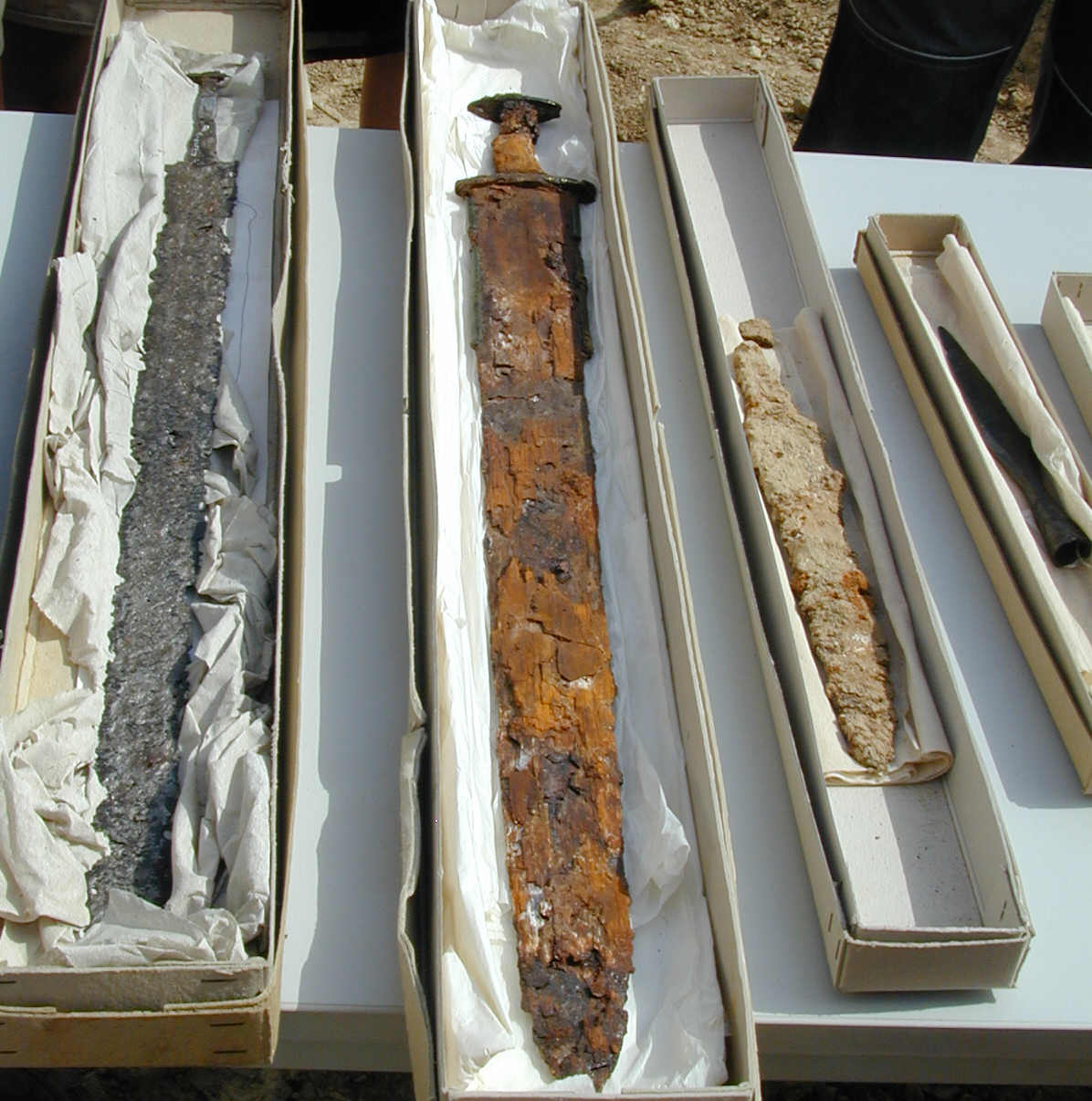
Zbraně nalezené na pohřebišti Alamanů

Jako odvetu podnikl Caracalla útok se svou 2. legií Traiana Fortis a porazil je. Legii poté za její vítězství bylo uděleno přízvisko Germanica. Spis Historia Augusta popisující Caracallův život uvádí, že Caracalla poté přijal cognomen (přízvisko) Alamannicus. Publius Helvius Pertinax, syn císaře Pertinaka, k tomu žertem dodal, že by spíše měl přijmout jméno Geticus, protože rok předtím zavraždil svého nevlastního bratra Getu. Geta byl pozván k usmíření na rodinné setkání, kde byl přepaden Caracallovými centuriony a zavražděn v rukou své matky Iulie Domny.
Vzájemné odtažité vztahy mezi Římany a Alamany jsou pravděpodobně důvodem, proč římští autoři Alamany neustále nazývají barbary. Archeologické nálezy ale dokazují, že byli vysoce romanizovaní, bydleli v domech postavených v římském stylu a používali římské předměty. Alamanské ženy přejaly římskou módu oblékání do tuniky dříve, než jejich muži. Většina z nich žila v blízkosti hranice provincie Germania Superior, což znamenalo, že na ně přímo působily římské vlivy.

### Alamani a Hermunduři
Dalším z podrobných zdrojů o tehdejším germánském světě je Tacitovo dílo Germania. Zmiňuje se o kmenu Hermundurů, který se nacházel v oblasti dnešního Durynska. Uvádí, že tento kmen obchodoval s Raetií, která se podle zeměpisce Claudia Ptolemaia nacházela od provincie Germania Superior na opačném břehu Dunaje.
Hermunduři se zúčastnili markomanských válek proti Římu v letech 166–180. Tacitus uvádí, že pramen Labe se nachází na území Hermundurů na východ od horního Mohanu. Umísťuje Hermundury mezi území kmene Naristů (Varistů), kteří sídlili na okraji Černého lesa, a území Markomanů a Kvádů. Hermunduři byli v markomanských válkách poraženi a samostatně s Římem uzavřeli mír.

### Konflikty s římským císařstvím

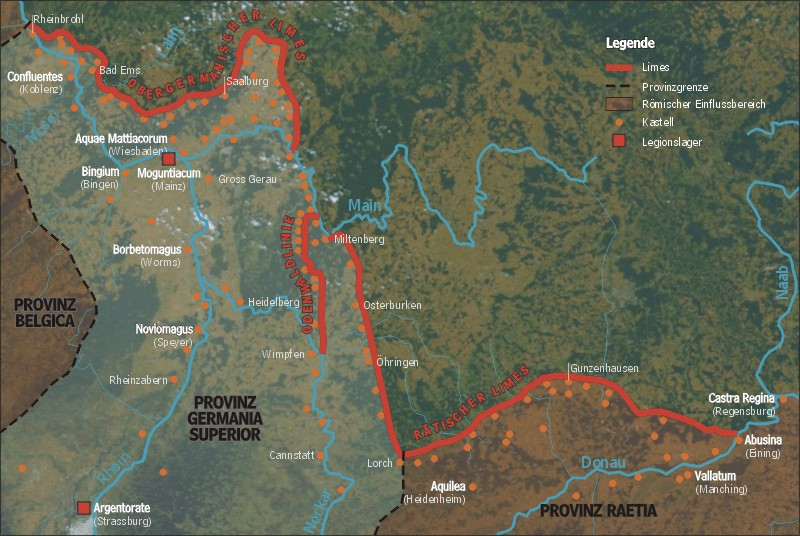
Limes Germanicus mezi lety 83–260

Alamani se opakovaně zapojovali do konfliktů s římským impériem. Roku 268 provedli velkou invazi do Galie, když byli Římané donuceni opustit svá hraniční stanoviště kvůli masivní invazi Gótů z východu. Jejich nájezdy způsobily mnoho škod. Řehoř z Tours (zemřel kolem roku 594) se zmiňuje o destruktivních dopadech alamanské invaze za vlády císařů Valeriana a Galliena (253–260). Alamani se shromáždili pod vedením krále nazývaného a poté se prohnali celou Galií ničíce všechny staré chrámy. Zapálili město Clermont, zničili místní svatyni a umučili mnoho křesťanů.
Na počátku léta roku 268 císař Gallienus zastavil jejich postup do Itálie, ale hned na to byl nucen obrátit svou pozornost zpět na Góty. Poté, co Římané Góty v září porazili v bitvě u Naissu, se Gallienův následovník Claudius II. vydal proti Alamanům, kteří v té době obsadili celou severní Itálii za řekou Pád. Po neúspěšných snahách o zajištění jejich mírového stažení se císař s Alamany utkal v listopadové bitvě u jezera Benacus. Alamani byli donuceni vrátit se na své původní území a po dobu mnoha následujících let Římany neohrozili.

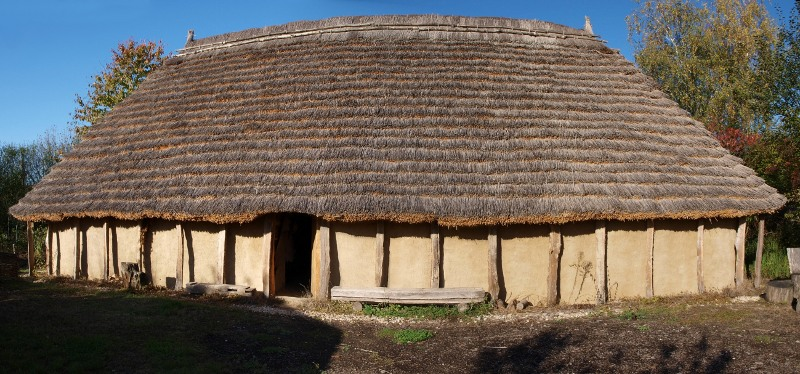
Rekonstrukce alamanského obydlí

Nejvýznamnější bitva Alamanů s Římany se udála u města Argentoratum (Štrasburk) v roce 357, kde byli poraženi pozdějším císařem Julianem. Jejich král Chondomar („Chonodomarius“) byl poté jako zajatec odvezen do Říma. Dne 2. ledna 366 Alamani opět ve velkém počtu překročili řeku Rýn a zaútočili na Galii. Tentokrát byli poraženi císařem Valentinianem I. v bitvě u Solicinia.
Naposledy překročili Rýn roku 406. V té době se jim povedlo dobýt oblast Alsaska a velkou část švýcarské náhorní plošiny. Tyto události popisuje Historia Francorum. Zničili město Alba Augusta (Alba-la-Romaine) a jeho křesťanský biskup se musel uchýlit do Viviers. (Řehoř z Tours naopak uvádí, že se uchýlil do dnešního Mende v Lozère, hluboko uvnitř Galie. Tyto popisy pravděpodobně představují jen obecný literární model popisů násilí páchaného barbarskými nájezdníky.

### Alamani a Frankové

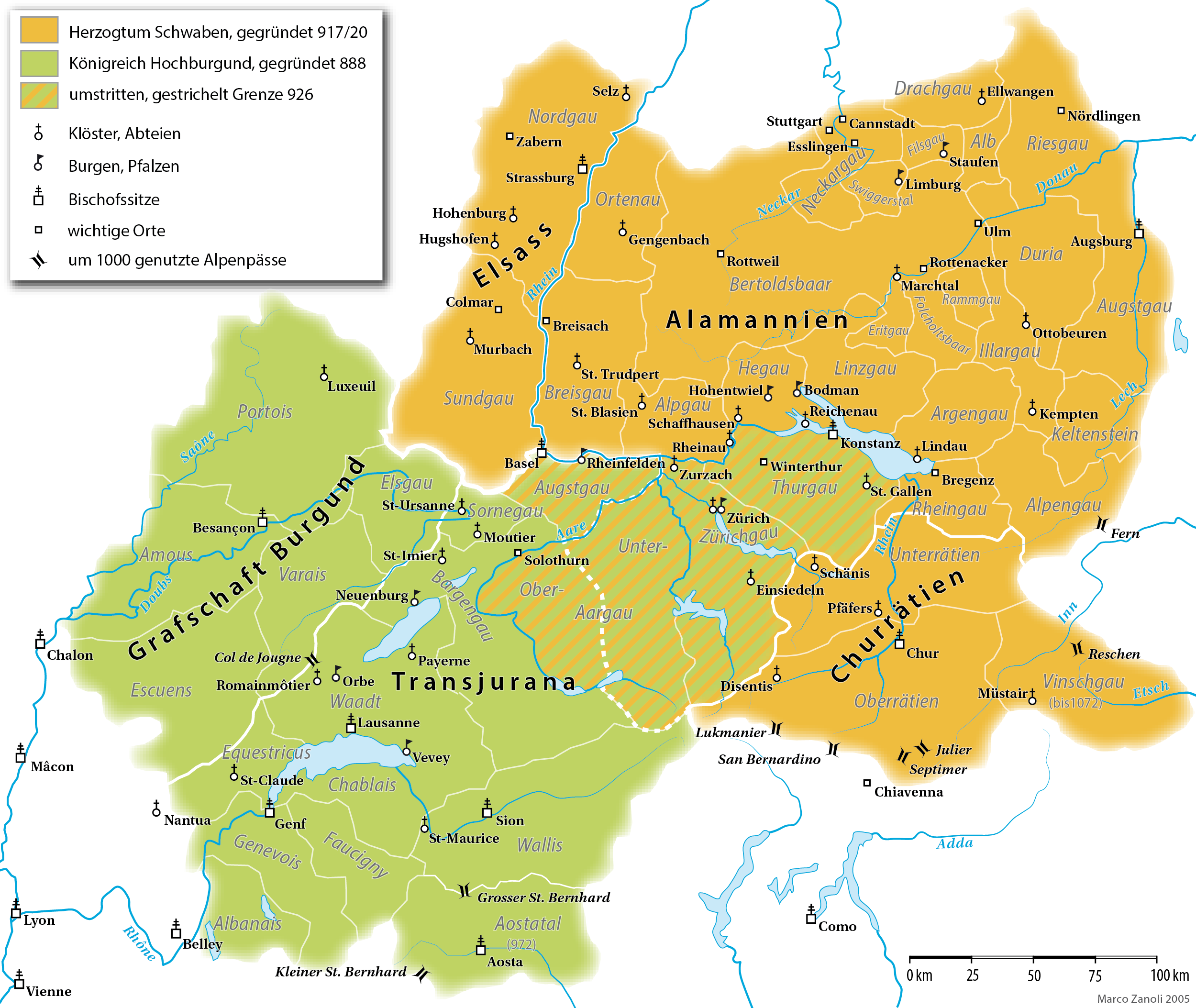
Švábské vévodství (žlutě) a Horní Burgundsko (zeleně) kolem roku 1000

Alamanské království (vévodství) mezi Štrasburkem a Augsburgem trvalo až do roku 496, kdy je dobyl franský král Chlodvík I. po bitvě u Tolbiaka. Poté se Alamani stali součástí franské říše a správa jejich území byla svěřena do rukou franského vévody. V roce 746 proběhlo povstání Alamanů proti Frankům, po kterém majordomus Karloman nechal popravit všechnu alamanskou šlechtu ve městě Cannstatt (tzv. Krvavý soud v Cannstattu). Po verdunské mírové smlouvě podepsané roku 843 se Alamanie stala součástí východofranské říše, jíž vládl Ludvík Němec. Tato říše se stala předchůdcem pozdější Svaté říše římské. Tento stav trval až do roku 1268.

### Christianizace Alamanů

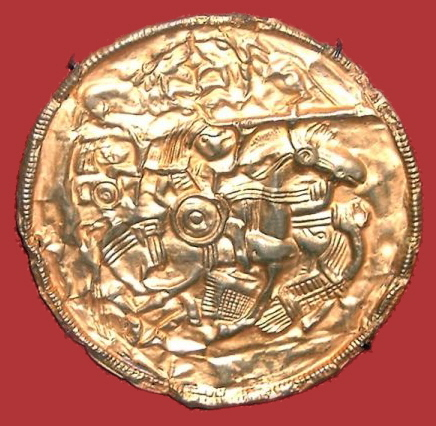
Alamanský jezdec doprovázený malou postavou (možnou interpretací je božský pomocník nebo božstvo)

Christianizace Alamanů proběhla v době vlády franské merovejské dynastie v 6. až 8. století. Písemné prameny o tomto procesu jsou vzácné. V polovině 6. století byzantský historik Agathiás z Myriny zaznamenává v souvislosti s válkami Gótů a Franků proti východořímské říši, že Alamani bojující v řadách armády franského krále Theobalda byli ve všech ohledech kromě náboženství stejní jako Frankové, protože
„uctívají stromy, řeky, kopce a rokliny jako bohy; utínají hlavy koním, skotu a bezpočtu dalších zvířat, jako by to byl náboženský rituál“
Také se zmiňuje o velké nemilosrdnosti Alamanů při ničení křesťanských svatyní a vykrádání kostelů, zatímco Frankové byli v tomto ohledu zdrženliví. Agathiás vyjadřuje naději, že Alamani díky svému kontaktu s Franky jednou převezmou lepší mravy, což se také později stalo.
Alamanskými apoštoly byli svatý Kolumbán a jeho učedník svatý Havel. Jonáš z Bobbia zaznamenává, že Kolumbán působil ve dnešním městě Bregenz, kde zamezil obětování piva germánskému bohu Wodanovi. Přes všechny jeho aktivity po nějaký čas ještě Alamani pokračovali v uctívání svých pohanských božstev s pouze povrchními nebo synkretickými prvky křesťanství. Například, během vlády Merovejské dynastie se vůbec nemění pohřební rituály. Válečníci byli i nadále pohřbívání v tumulových hrobech. Synkretismus tradičního germánského zvířecího stylu výzdoby společně s křesťanskou symbolikou je zřejmý i ze soudobých uměleckých děl. Během 7. století ale křesťanská symbolika začala převládat. Na rozdíl od nucené nebo dokonce násilné christianizace Sasů a Slovanů, Alamani přejímali křesťanství postupně a dobrovolně tím, že napodobovali životní styl merovejské šlechty.
Přibližně mezi lety 520 až 620 se objevuje dočasný nárůst výskytu alamanských nápisů psaných ve starém futharku. Do dnešní doby se zachovalo kolem 80 dokladů, z nichž polovina byla napsána na sponách a zbytek na opaskových přezkách, špercích a součástech výzbroje. S postupným šířením křesťanství použití run ustupuje.
Založení kostnického biskupství nelze přesně datovat, ale je možné, že bylo provedeno samotným Kolumbánem (před rokem 612). V každém případě existovali již roku 635, kdy vévoda Gunzo dosadil na místo biskupa Jana z Grabu. Kostnice se stala biskupstvím a misionářským sídlem území nově obráceného na křesťanskou víru. Ustanovení církve jako instituce uznávané světskými panovníky je také zřejmé ze soudobých zákonů. Na počátku 7. století listina Pactus Alamannorum jen zřídkakdy uvádí zvláštní církevní privilegia. Roku 720 ale listina alamanského vévody Lantfrida zvaná Lex Alamannorum obsahuje celou kapitolu věnovanou pouze církevním záležitostem.